# 菊地亜美のチャリーズエンジェル
『菊地亜美のチャリーズエンジェル』（きくちあみのチャリーズエンジェル）は、2014年4月19日から2015年3月21日まで、TOKYO MXで毎月第3土曜日に月1回放送されていたバラエティ番組。
タイトルの『チャリーズエンジェル』とは、自転車の俗語「チャリンコ」と、かつて放送された海外ドラマ『チャーリーズ・エンジェル』のもじり。

## 内容
競輪人口が少ない女子自転車競技で活躍する選手を毎回取り上げ応援していく番組です。
番組内では自転車競技で活躍する女性アスリートを「チャリーズエンジェル」と命名しMC初挑戦の菊地亜美がボス（ペナルティ・ヒデ）の指令を受け、彼女たちの秘密を日夜探ります。
菊地亜美の初冠番組。
当番組の終了した後も後番組として2015年4月から2018年3月まで「菊地亜美の女子力向上委員会」を放送したが、番組内容は大幅に変更されている。

## 出演者
MC
- 菊地亜美（開始当時アイドリング!!!）

ナレーター
- ヒデ（ペナルティ）

## 放送リスト
| 回 | 放送日         | タイトル                                                                | ゲスト             | 内容                                                                          |  |
| -- | -------------- | ----------------------------------------------------------------------- | ------------------ | ----------------------------------------------------------------------------- |  |
| 1  | 2014年4月19日  | 湘南バイシクルフェスの模様をリポート(平塚競輪場)                        | 旭啓介、小林莉子   | 競技用自転車初乗/グルメレポート/BMX体験                                       |  |
| 2  | 2014年5月17日  | 伊豆ベロの美咲を調査せよ!                                               | 小川美咲           | こ競輪学校紹介/特技・一輪車で勝負/可愛らしく変身！                            |  |
| 3  | 2014年6月21日  | アレが66cmの「アタック金田」というチャリーズエンジェルを探せ!           | 金田洋世           | 元ビーチバレー選手の実力を見る/自宅訪問/トレーニングジム見学/イケメンとデート |  |
| 4  | 2014年7月19日  | 「アームストロンガー真備」を調査せよ!                                   | 高木真備           | トレーニングの見学/腕相撲対決/ショッピング/カラオケ/岩盤浴                    |  |
| 5  | 2014年8月16日  | 春日部に潜むチャリーズエンジェルとチャリーズデビルを探し出せ！          | 石井寛子、石井貴子 | 元ビーチバレー選手の実力を見る/動物園で姉妹３番勝負/自転車の原点高校に帰る    |  |
| 6  | 2014年9月20日  | ガールズキャンプに潜入して未来のエンジェルを探せ！                      | ー                 | 将来競輪選手を目指す少女が多く参加するガールズサマーキャンプを見学            |  |
| 7  | 2014年10月18日 | この原宿にいる“おしゃれけった”の『プリンセス真実』を探せ！              | 猪子真実           | ナイキオリジナル靴作り/ゴルフ体験/ラーメン/ボイストレーニング                 |  |
| 8  | 2014年11月15日 | 越後が生んだチャリーズビューティまいみんを調査せよ!                     | 田中麻衣美         |                                                                               |  |
| 9  | 2014年12月20日 | 天使祭り 勝手にスペシャルバージョン！                                   | ー                 | 総集編                                                                        |  |
| 10 | 2015年1月17日  | マナと雪の女王 かおりんを探せ！！                                       | 猪頭香緒里         |                                                                               |  |
| 11 | 2015年2月21日  | 浪速の300キロ、キュートスマイリー・レッグ美早子を調査せよ！             | 白井美早子         |                                                                               |  |
| SP | 2015年3月20日  | JFN杯ガールズケイリンコレクション2015京王閣ステージ”を100倍楽しむコツ！ | 高田秋             |                                                                               |  |
| 12 | 2015年3月21日  |                                                                         | 重光啓代           |                                                                               |  |

## スタッフ
- 構成：カニリカ
- 撮影：矢野哲夫、坂本聡
- 音声：樋口昴
- 音響効果：小平英司
- 編集：棚橋雄太郎、手塚泉、長友耕平（ドリームスペース）
- MA：久慈匡教(ドリームスペース)
- タイトルCG：高平幸子、汪洋
- テーマ音楽：三林勇亮
- スタイリスト：重田沙織
- ヘアメイク：上田忍
- 衣装協力：Mac-House
- 美術協力：ブリヂストンサイクル株式会社、株式会社オージーケーカブト
- 企画協力：公益財団法人JKA、公益財団法人日本自転車競技連盟
- AD：松井美樹、澁谷優介
- ディレクター：二神新、飯塚翔、西﨑真奈
- プロデューサー：河端英俊、木多茂夫、鹿野琢磨、高安克明、灘村満理
- 制作協力：いまじん
- 制作著作：ジャパンエフエムネットワーク